# Тула
Тула (рус. Ту́ла) град је у Русији и административни центар Тулске области. Према попису становништва из 2010. у граду је живело 501.129 становника. Тула је руски град са важном војном индустријом. Налази се јужно од Москве, чиме се нашао на путу немачким агресорима, као стратешки циљ. На њега је покренута офанзива с циљем разбијања совјетског отпора у московском подручју у раздобљу између 24. октобра и 5. децембра 1941. године. Тешко утврђени град је издржао, осигуравши тиме јужно крило током одбране Москве, створивши услове за противофанзиву. Називом града хероја одликована је, одлуком Президијума Врховног совјета Совјетског Савеза, 7. децембра 1976. године.

## Географија
| Клима Туле (1971 - 2007)    | Клима Туле (1971 - 2007) | Клима Туле (1971 - 2007) | Клима Туле (1971 - 2007) | Клима Туле (1971 - 2007) | Клима Туле (1971 - 2007) | Клима Туле (1971 - 2007) | Клима Туле (1971 - 2007) | Клима Туле (1971 - 2007) | Клима Туле (1971 - 2007) | Клима Туле (1971 - 2007) | Клима Туле (1971 - 2007) | Клима Туле (1971 - 2007) | Клима Туле (1971 - 2007) |
| Показатељ \ Месец           | .Јан.                    | .Феб.                    | .Мар.                    | .Апр.                    | .Мај.                    | .Јун.                    | .Јул.                    | .Авг.                    | .Сеп.                    | .Окт.                    | .Нов.                    | .Дец.                    | .Год.                    |
| --------------------------- | ------------------------ | ------------------------ | ------------------------ | ------------------------ | ------------------------ | ------------------------ | ------------------------ | ------------------------ | ------------------------ | ------------------------ | ------------------------ | ------------------------ | ------------------------ |
| Апсолутни максимум, °C (°F) | 6,6 (43,9)               | 6,4 (43,5)               | 19,0 (66,2)              | 25,9 (78,6)              | 33,2 (91,8)              | 34,0 (93,2)              | 34,9 (94,8)              | 34,0 (93,2)              | 29,8 (85,6)              | 24,0 (75,2)              | 14,0 (57,2)              | 9,3 (48,7)               | 34,9 (94,8)              |
| Средњи максимум, °C (°F)    | −4,6 (23,7)              | −3,3 (26,1)              | 1,6 (34,9)               | 11,4 (52,5)              | 18,2 (64,8)              | 22,2 (72)                | 23,4 (74,1)              | 21,3 (70,3)              | 15,5 (59,9)              | 8,1 (46,6)               | 0,1 (32,2)               | −3,3 (26,1)              | 9,2 (48,6)               |
| Просек, °C (°F)             | −7,5 (18,5)              | −6,9 (19,6)              | −2,1 (28,2)              | 6,6 (43,9)               | 12,9 (55,2)              | 17,1 (62,8)              | 18,4 (65,1)              | 16,3 (61,3)              | 11,1 (52)                | 4,9 (40,8)               | −2,1 (28,2)              | −5,7 (21,7)              | 5,2 (41,4)               |
| Средњи минимум, °C (°F)     | −10,5 (13,1)             | −10,1 (13,8)             | −5,5 (22,1)              | 2,5 (36,5)               | 7,4 (45,3)               | 11,9 (53,4)              | 13,8 (56,8)              | 11,9 (53,4)              | 7,2 (45)                 | 2,1 (35,8)               | −4,0 (24,8)              | −7,2 (19)                | 1,6 (34,9)               |
| Апсолутни минимум, °C (°F)  | −34,5 (−30,1)            | −36,0 (−32,8)            | −27,5 (−17,5)            | −15,0 (5)                | −4,7 (23,5)              | 2,0 (35,6)               | 5,0 (41)                 | −1,2 (29,8)              | −6,5 (20,3)              | −13,0 (8,6)              | −26,0 (−14,8)            | −33,5 (−28,3)            | −36,0 (−32,8)            |
| Количина падавина, mm (in)  | 36 (14,2)                | 30 (11,8)                | 31 (12,2)                | 41 (16,1)                | 46 (18,1)                | 73 (28,7)                | 86 (33,9)                | 65 (25,6)                | 55 (21,7)                | 46 (18,1)                | 46 (18,1)                | 46 (18,1)                | 601 (236,6)              |
| Извор: Погода и климат      |                          |                          |                          |                          |                          |                          |                          |                          |                          |                          |                          |                          |                          |

## Становништво
Према прелиминарним подацима са пописа, у граду је 2010. живело 501.129 становника, 19.913 (4,14%) више него 2002.
| 1939.   | 1959.   | 1970.   | 1979.   | 1989.   | 2002.   | 2010.   |
| ------- | ------- | ------- | ------- | ------- | ------- | ------- |
| 272.224 | 315.639 | 461.965 | 514.008 | 539.980 | 481.216 | 501.129 |

## Партнерски градови
- Олбани
- Кутаиси